# Amaurobius
Amaurobius is een geslacht van spinnen uit de  familie van de Amaurobiidae (nachtkaardespinnen).

## Soorten
- Amaurobius agastus (Chamberlin, 1947)
- Amaurobius andhracus Patel & Reddy, 1990
- Amaurobius annulatus (Kulczyński, 1906)
- Amaurobius antipovae Marusik & Kovblyuk, 2004
- Amaurobius asuncionis Mello-Leitão, 1946
- Amaurobius ausobskyi Thaler & Knoflach, 1998
- Amaurobius barbaricus Leech, 1972
- Amaurobius barbarus Simon, 1910
- Amaurobius borealis Emerton, 1909
- Amaurobius candia Thaler & Knoflach, 2002
- Amaurobius cerberus Fage, 1931
- Amaurobius corruptus Leech, 1972
- Amaurobius crassipalpis Canestrini & Pavesi, 1870
- Amaurobius cretaensis Wunderlich, 1995
- Amaurobius deelemanae Thaler & Knoflach, 1995
- Amaurobius diablo Leech, 1972
- Amaurobius distortus Leech, 1972
- Amaurobius dorotheae (Chamberlin, 1947)
- Amaurobius drenskii Kratochvíl, 1934
- Amaurobius erberi (Keyserling, 1863)
- Amaurobius fenestralis (Ström, 1768) (Huiskaardespin)
- Amaurobius ferox (Walckenaer, 1830) (Grote kaardespin)
- Amaurobius festae Caporiacco, 1934
- Amaurobius galeritus Leech, 1972
- Amaurobius geminus Thaler & Knoflach, 2002
- Amaurobius hagiellus (Chamberlin, 1947)
- Amaurobius heathi (Chamberlin, 1947)
- Amaurobius hercegovinensis Kulczyński, 1915
- Amaurobius intermedius Leech, 1972
- Amaurobius jugorum L. Koch, 1868
- Amaurobius kratochvili Miller, 1938
- Amaurobius latebrosus Simon, 1874
- Amaurobius latescens (Chamberlin, 1919)
- Amaurobius leechi Brignoli, 1983
- Amaurobius longipes Thaler & Knoflach, 1995
- Amaurobius mathetes (Chamberlin, 1947)
- Amaurobius mephisto (Chamberlin, 1947)
- Amaurobius milloti Hubert, 1973
- Amaurobius minor Kulczyński, 1915
- Amaurobius minutus Leech, 1972
- Amaurobius nathabhaii Patel & Patel, 1975
- Amaurobius obustus L. Koch, 1868
- Amaurobius occidentalis Simon, 1892
- Amaurobius ossa Thaler & Knoflach, 1993
- Amaurobius pallidus L. Koch, 1868
- Amaurobius palomar Leech, 1972
- Amaurobius paon Thaler & Knoflach, 1993
- Amaurobius pavesii Pesarini, 1991
- Amaurobius pelops Thaler & Knoflach, 1991
- Amaurobius phaeacus Thaler & Knoflach, 1998
- Amaurobius prosopidus Leech, 1972
- Amaurobius ruffoi Thaler, 1990
- Amaurobius sciakyi Pesarini, 1991
- Amaurobius scopolii Thorell, 1871
- Amaurobius sharmai Bastawade, 2008
- Amaurobius similis (Blackwall, 1861) (Muurkaardespin)
- Amaurobius spominimus Taczanowski, 1866
- Amaurobius strandi Charitonov, 1937
- Amaurobius tamalpais Leech, 1972
- Amaurobius thoracicus Mello-Leitão, 1945
- Amaurobius transversus Leech, 1972
- Amaurobius triangularis Leech, 1972
- Amaurobius tristis L. Koch, 1875
- Amaurobius tulare Leech, 1972
- Amaurobius vachoni Hubert, 1965
- Amaurobius vexans Leech, 1972
- Amaurobius yanoianus Nakatsudi, 1943